# Montréal-Nord
Pour les articles homonymes, voir Montréal (homonymie).
Montréal-Nord est un arrondissement de la ville de Montréal au Québec (Canada) situé au nord-est de l'île de Montréal sur la rive de la rivière des Prairies. Son territoire s'étend sur quelques kilomètres en aval du Sault-au-Récollet et de la centrale de la Rivière-des-Prairies. Montréal-Nord est bordé par le boulevard Saint-Michel (Ahuntsic-Cartierville) au sud-ouest, la ligne de train de banlieue Mascouche au sud-est et Rivière-des-Prairies–Pointe-aux-Trembles au nord-est. On y comptait 84 234 habitants en 2016.
Les rives des rapides du Sault-au-Récollet sur la rivière des Prairies sont un lieu de portage des peuples autochtones de la région de Montréal depuis environ 4 000 ans. Le territoire de Montréal-Nord est connu comme le Bas-du-Sault au temps de la Nouvelle-France. De quelques fermes sur le boulevard Gouin, le territoire s'urbanise peu à peu avec le prolongement du boulevard Pie-IX dans les années 1910. La ville de Montréal-Nord, fondée en 1915, connaît tôt des difficultés économiques et sera mise en tutelle de la Commission métropolitaine de Montréal de 1921 à 1958. Au cours des années 1950 et 1960, Montréal-Nord, de par sa proximité avec Montréal et son caractère de banlieue, connaît un boom résidentiel qui entraîne son urbanisation intégrale dans les années 1970. Au cours des années 1980, Montréal-Nord connaît un déclin démographique et industriel. Après une courte reprise de l'industrie du vêtement et du commerce de gros à la fin des années 1990, la ville connaît un second déclin industriel dans les années 2000. Fusionnée à Montréal en 2001, l'arrondissement Montréal-Nord fait la manchette pour les émeutes suivant la mort de Fredy Villanueva en 2008 et pendant la pandémie de Covid-19 au Québec au début de mai 2020.
Aujourd'hui, Montréal-Nord est un arrondissement francophone et populaire avec plus de 40 % de la population issue de l'immigration, dont plus du tiers provenant d'Haïti. Il est à la fois considéré comme l'un des secteurs les plus ethniquement diversifiés de la ville de Montréal et comme un des milieux urbains les plus défavorisés du Canada.

## Géographie

### Localisation
Montréal-Nord est un arrondissement de l’est de Montréal situé sur l’île de Montréal, la plus grande île fluviale de l’archipel d’Hochelaga. Montréal-Nord borde la rive droite de la rivière des Prairies et fait face à la ville de Laval (Île Jésus) qui est située à quelques centaines de mètres. L’arrondissement est situé à environ 14 kilomètres au nord du centre-ville de Montréal, à près d’une vingtaine de kilomètres de l’aéroport international Pierre-Elliott-Trudeau et à environ une quinzaine de kilomètres en amont de la confluence entre la rivière des Prairies et le fleuve Saint-Laurent.

Montréal-Nord est circonscrit par les arrondissements Ahuntsic-Cartierville et Villeray–Saint-Michel–Parc-Extension au sud-ouest, Saint-Léonard et Anjou au sud-est ainsi que Rivière-des-Prairies–Pointe-aux-Trembles au nord-est. Il est délimité par la rivière des Prairies au nord-ouest, le boulevard Albert-Hudon au nord-est (adjacent au ruisseau de Montigny), la ligne de train de banlieue Mascouche au sud-est et la rue J.-J.-Gagnier au sud-ouest.

### Géologie, relief et hydrographie

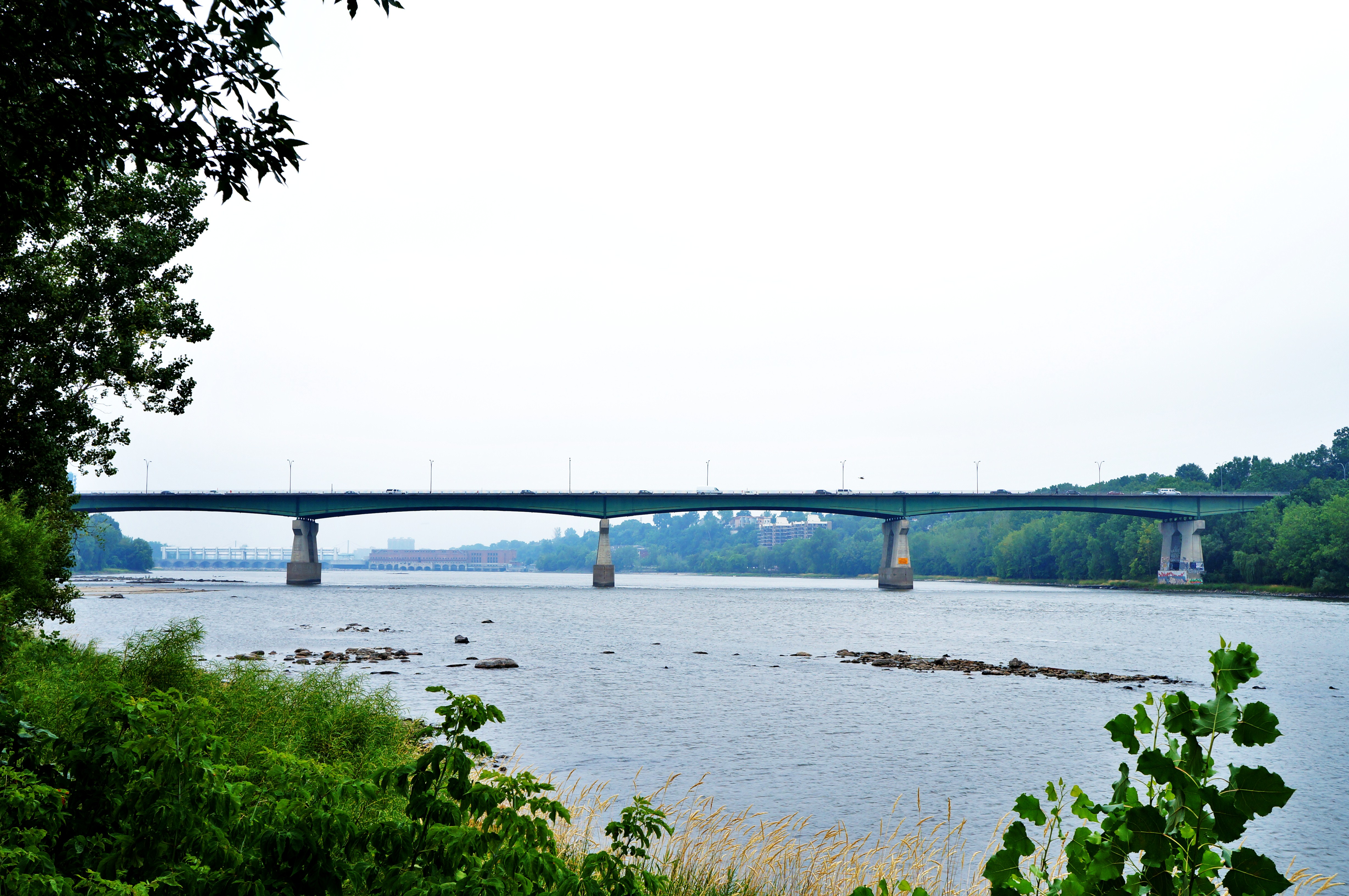
Le pont Pie-IX traverse la rivière des Prairies à Montréal-Nord et relie Montréal à Laval.

L'arrondissement de Montréal-Nord s'étend sur 11,07 km2. Son territoire forme une bande quasi-rectangulaire d'environ 5 kilomètres sur la rive montréalaise de la rivière des Prairies. Il s'étend sur le versant de la rivière, sur une pente douce de deux kilomètres, allant des berges jusqu'à environ 40 mètres d'altitude.
Montréal-Nord est situé tout juste en aval du Sault-au-Récollet, un lieu de portage ancestral et historiquement significatif sur la rivière des Prairies, et de la centrale de la rivière des Prairies. La limite nord-est de l’arrondissement longe ruisseau de Montigny.

### Voies de communication et transports

#### Réseaux routiers et stationnement

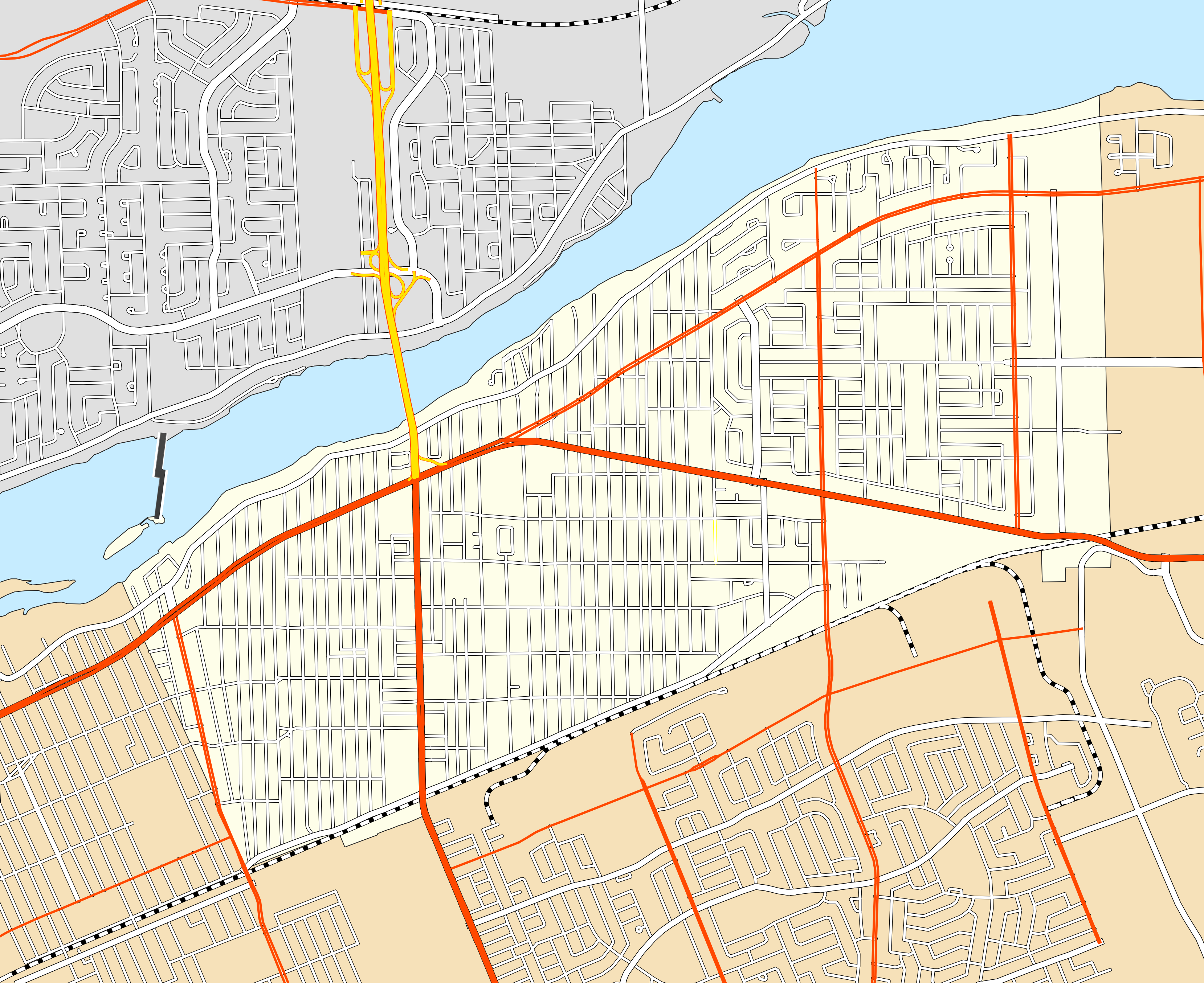
Réseau routier de Montréal-Nord.

L’arrondissement est principalement desservi dans l'axe sud-est–nord-ouest (perpendiculaire à la rivière des Prairies) par le boulevard Saint-Michel, la route 125 (boulevard Pie-IX) et le boulevard Lacordaire. Il est desservi dans l'axe sud-ouest–nord-est (parallèle à la rivière des Prairies) par les boulevards Henri-Bourassa Maurice-Duplessis, Léger et Gouin.

#### Transports en commun
Montréal-Nord n'est pas desservi par le métro de Montréal. Plusieurs projets d'allongement du métro jusqu'à Montréal-Nord furent proposés depuis les années 1970 sans se concrétiser. Élue en 2017, la mairesse de Montréal Valérie Plante et son parti Projet Montréal proposent la création de la ligne rose qui desservirait Montréal-Nord. Le service rapide par bus Pie-IX est inauguré en 2022. 

#### Transports ferroviaires
Montréal-Nord est desservie par deux gares de la ligne Mascouche mise en service le 1er décembre 2014 : la gare Saint-Michel–Montréal-Nord et la gare gare Saint-Léonard–Montréal-Nord. La ligne 15 relie Mascouche sur la rive nord de Montréal à la gare centrale de Montréal les jours de semaine.
|                              |
| Train de la ligne Mascouche. |

|                                   |
| Gare Saint-Léonard-Montréal-Nord. |

|                                  |
| Gare Saint-Michel-Montréal-Nord. |

## Histoire

### Peuplements ancestraux et colonisation du Bas-du-Sault

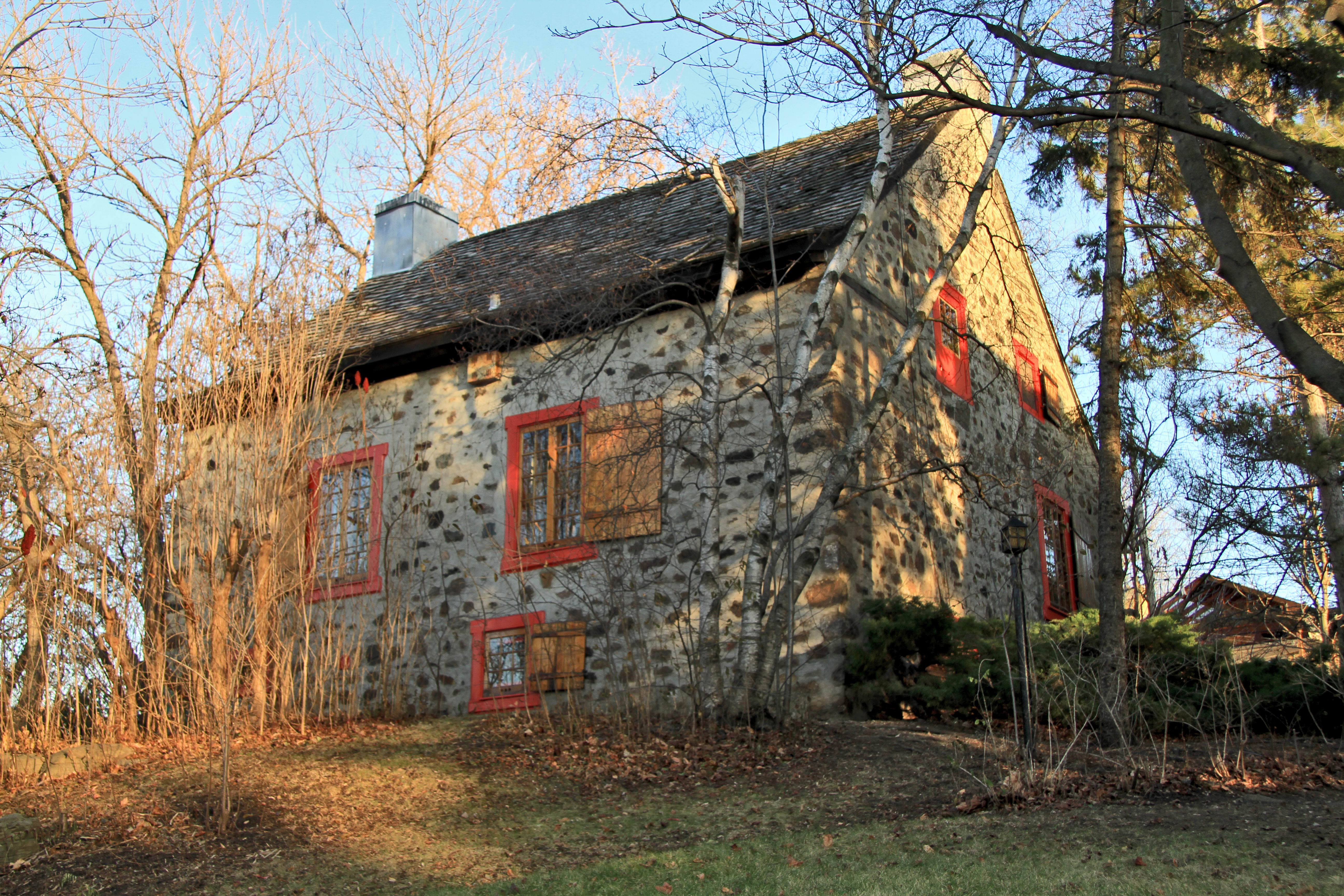
Maison du cultivateur Pierre Andegrave sur le boulevard Gouin à Montréal-Nord, construite en 1741.

Les berges de la rivière des Prairies sont fréquentées ponctuellement depuis environ 4 000 ans par les peuples autochtones de la région de Montréal qui utilisent le cours d'eau comme passage entre le fleuve Saint-Laurent et le lac des Deux Montagnes qui donne sur la rivière des Outaouais. Le territoire actuel de Montréal-Nord est situé tout juste en aval des rapides de la rivière des Prairies qui sont un lieu de portage obligatoire.
L'exploration européenne du secteur débute dès le XVIe siècle, une hypothèse non confirmée indique que c'est là que l'explorateur français Jacques Cartier aborde l'île de Montréal en 1535 lors de son deuxième voyage. Il faut attendre 80 ans avant que d'autres Européens fréquentent le secteur. Le 24 juin 1615 lors de son 7e voyage au Canada, l'explorateur Samuel de Champlain y célèbre en compagnie des pères récollets Denis Jamet et Joseph Le Caron la première messe sur l'île de Montréal.
L'établissement français du secteur, principalement destiné à l’évangélisation des peuples autochtones, débute progressivement au XVIIe siècle. Le secteur est bientôt connu comme le Sault-aux-Récollets à la suite de la noyade du père récollet Nicolas Viel et de son compagnon Ahuntsic dans les rapides de la rivière des Prairies en juin 1625. Le peuplement débute réellement avec la relocalisation de la mission huronne de la Montagne, jugée trop près de Ville-Marie (Montréal), au fort de la Nouvelle-Lorette érigé au Sault-aux-Récollets en 1691. Les Hurons de la mission de la Nouvelle-Lorette sont utilisés pour le défrichement du Sault-aux-Récollets durant les trois premières décennies du XVIIe siècle. Ils sont par la suite relocalisés progressivement à partir de 1721 à Oka, la mission du lac des Deux Montagnes, pour laisser la place à la colonisation française.
Les Sulpiciens, seigneurs de l'île de Montréal, font construire la digue l'île de la Visitation, un des plus importants ouvrages de génie civil du régime français, et commencent l’octroi de terres à la côte du Sault-aux-Récollets à partir des années 1720 et y érige la paroisse de La Visitation du Sault-au-Récollet en 1736. La construction d'un moulin à farine, à bois et cardage de la laine font du Sault-aux-Récollets l'un des premiers sites proto-industriels de l'île de Montréal. Le traçage du chemin du Bord-de-l’Eau (aujourd'hui Boulevard Gouin) qui longe la rivière des Prairies permet relier les première maison de fermes du territoire Montréal-Nord aux moulins du Sault-aux-Récollets. 

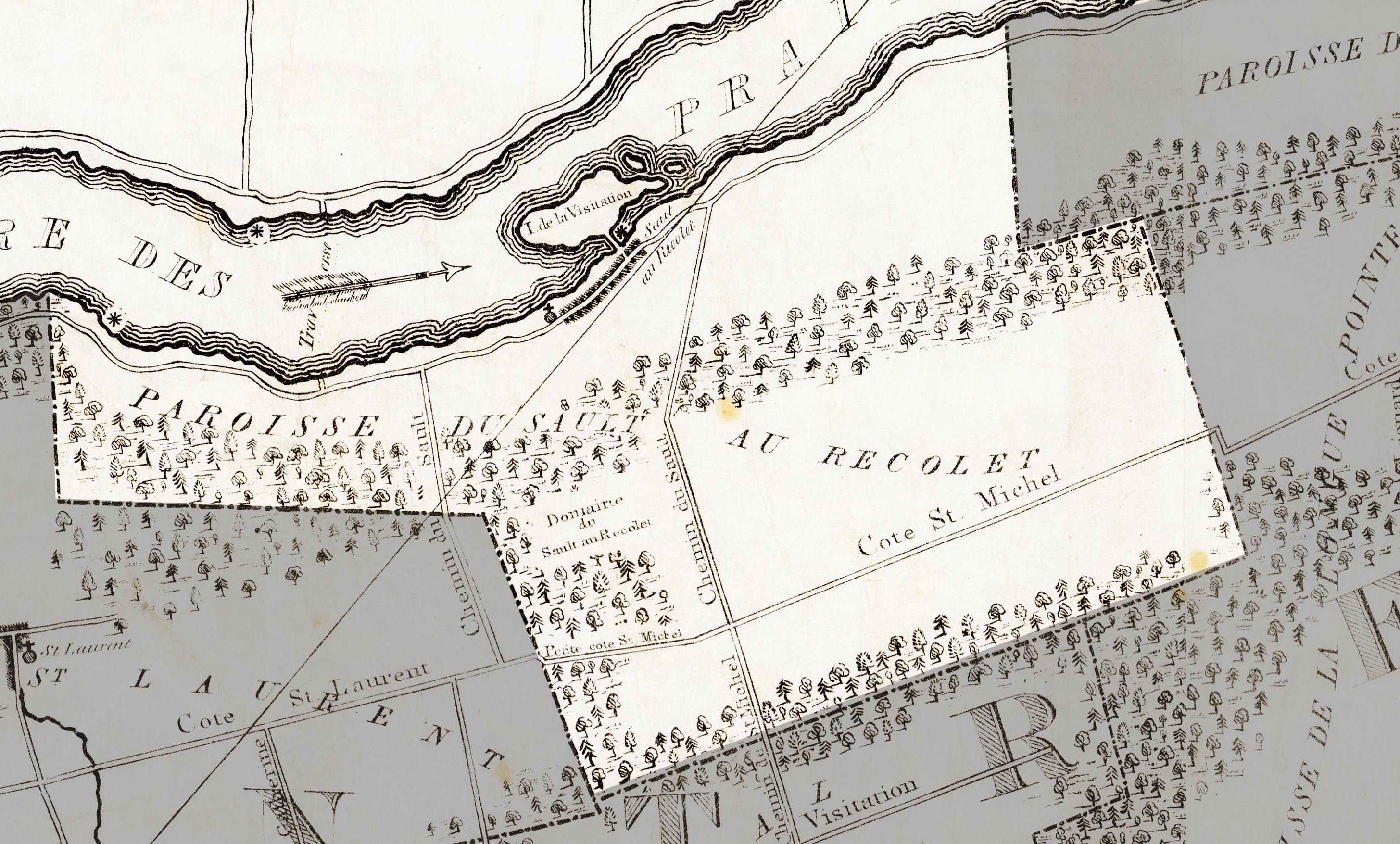
Territoire de la paroisse de Sault-au-Récollet en 1834.

Au XIXe siècle, le développement rural dans la périphérie du Sault-au-Récollet trouve éventuellement échos dans l'érection de la paroisse du Sault-au-Récollet en municipalité le 1er juillet 1845. La croissance de la population et développement de noyaux villageois entraîne éventuellement le fractionnement progressif de la municipalité de paroisse en plusieurs villages à la fin du XIXe siècle : le village de Villeray en 1896, le village d'Ahuntsic en 1897, le village de Saint-Joseph-de-Bordeaux en 1898. En 1910, le village du Sault-au-Récollet se sépare de la paroisse du Sault-au-Récollet.
La cité industrielle et prospère de Maisonneuve à l'est de Montréal, souhaite le prolongement boulevard Pie-IX jusqu'à la rivière des Prairies. Le gouvernement du Québec confie la gestion et la construction du boulevard à Maisonneuve. Ce qui reste du territoire de la paroisse du Sault-au-Récollet doit emprunter 210 000 $ pour construire sa partie du futur boulevard Pie-IX. La paroisse devient la ville de Montréal-Nord ; la nouvelle ville peut emprunter 250 000 $ pour le prolongement du boulevard Pie-IX.

### Montréal-Nord, ville rurale sous tutelle de la Commission métropolitaine

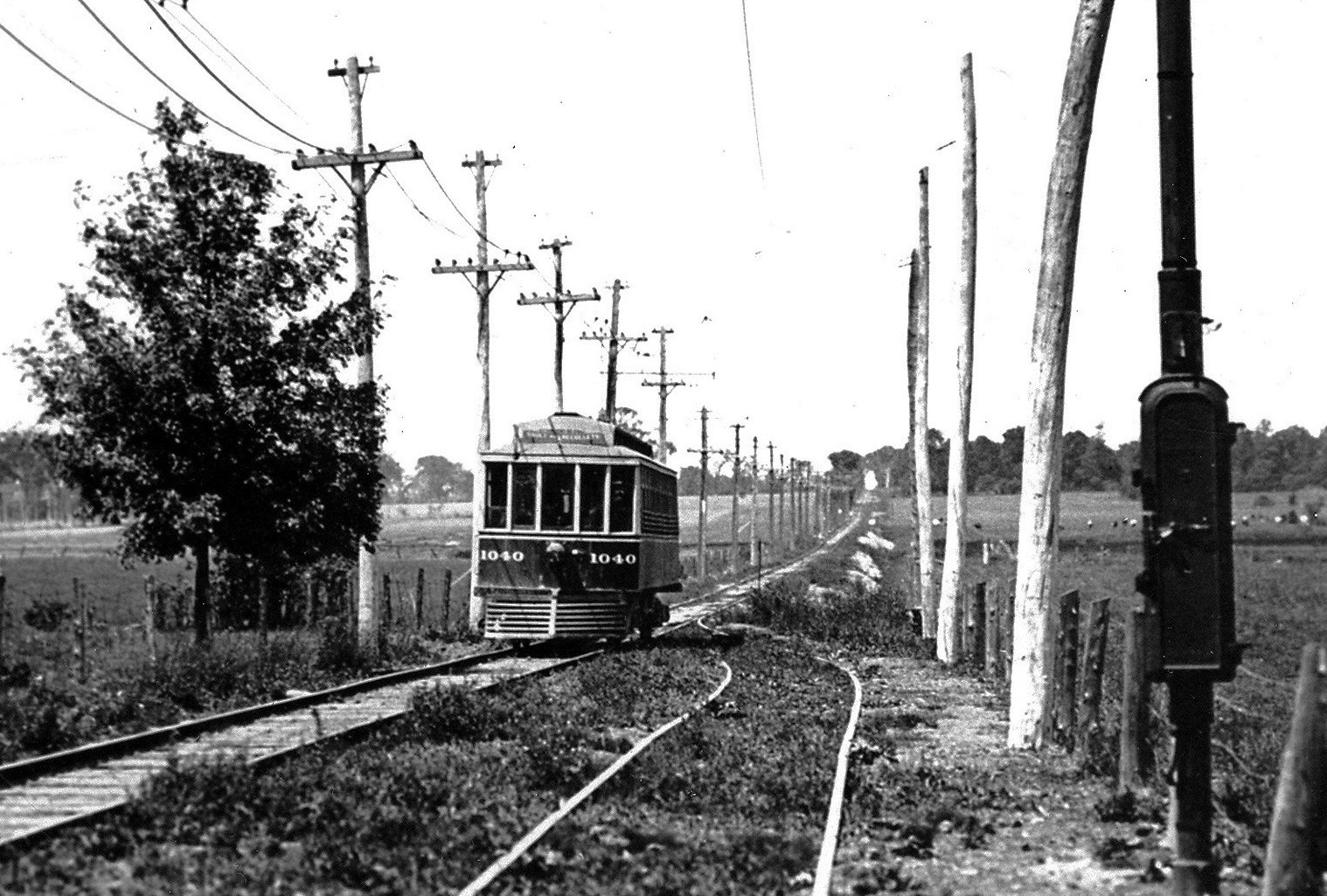
La Back river line, ligne de tramway construite à partir de 1908 reliant le Sault-au-Récollet au terminus Saint-Vincent-de-Paul situé à Montréal-Nord.

Montréal-Nord est fondée le 5 mars 1915 par la sanction de la Loi constituant en ville la paroisse du Sault-au-Récollet, sous le nom de ville Montréal-Nord par le gouvernement du Québec. Son premier maire est Joseph Boyer, maire de la paroisse du Sault-au-Récollet. Les premières séances du conseil se tiendront à l'école Saint-Charles située sur le boulevard Gouin. La ville compte à cette époque à peine 996 habitants.
La Montreal Park & Island Railway commence la construction en 1908 de la Back island line une ligne de tramway en prolongement du circuit « Sault-au-Récollet ». La nouvelle ligne entre quelques kilomètres dans Montréal-Nord au milieu des champs et bifurque vers le terminus Saint-Vincent-de-Paul situé à quelques mètres de la rivière des Prairies où les passagers peuvent prendre la traverse vers le pénitencier Saint-Vincent-de-Paul. L’imposition de tarifs supplémentaires sur les correspondances vers Montréal-Nord freinent le développement dans le nord-est de Montréal.
Malgré son accès au tramway et sa proximité avec Montréal qui compte près d'un demi million d'habitants à cette époque, Montréal-Nord demeure une ville rurale isolée qui connaît un développement lent. Un voyage jusqu'au centre-ville de Montréal peut prendre deux heures. Sa population atteint 1 360 habitants en 1921. Le découpage des lots résidentiels et le traçage des rues débute lentement dans le sud-ouest de la ville à cette époque ; les rues sont tracées perpendiculairement à la rivière des Prairies suivant le découpage des lots du système seigneurial français. Avec l'achèvement du boulevard Pie-IX, la nouvelle ville est incapable de soutenir ses dépenses en infrastructures et connaît rapidement des difficultés financières. Après que les Montréalais aient rejeté l'offre d'annexion en 1920, le gouvernement Taschereau met la ville de Montréal-Nord sous la tutelle de la Commission métropolitaine de Montréal en 1921. Montréal-Nord connaît également à l'époque de graves problèmes d'approvisionnement en eau potable. En 1925 est construite l'église Sainte-Gertrude et en 1927, l'église Saint-Vital. En 1928, la Montreal Light, Heat and Power entame la construction de la centrale de la Rivière-des-Prairies tout juste en amont de Montréal-Nord ; elle est mise en service en 1930.

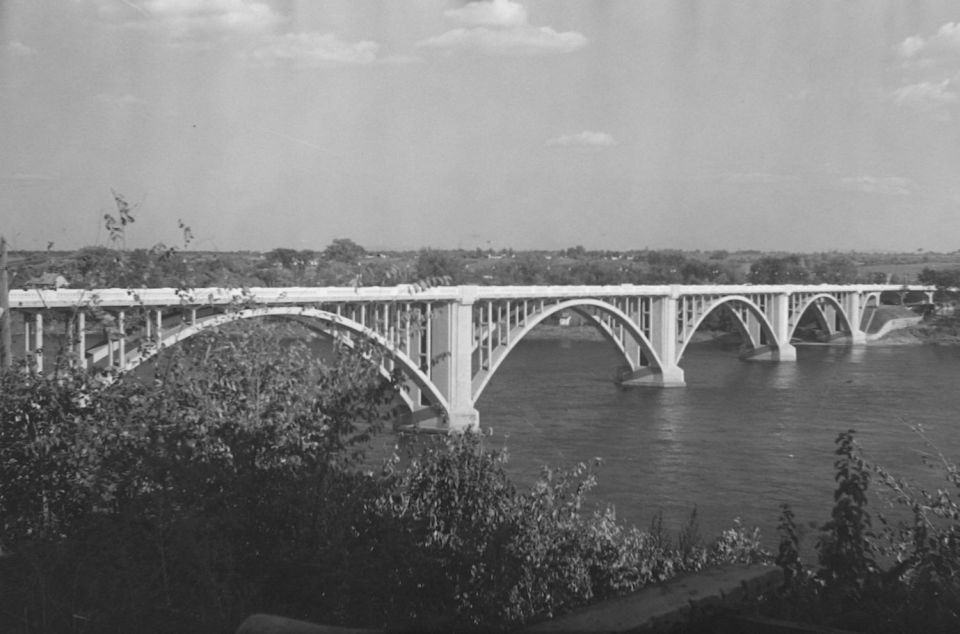
Le pont Pie-IX en 1940.

La situation déjà précaire à Montréal-Nord s'aggrave avec la Grande Dépression des années 1930. La ville, qui compte 4 519 habitants en 1931, doit composer avec un chômage endémique. En 1934, un cinquième de la population est bénéficiaire de secours directs, plusieurs habitants se tournent vers le dépotoir de la rue Lille pour subvenir à leurs besoins alimentaires de base. La même année la ville de Montréal-Nord décrète un couvre-feu pour les enfants de moins de 14 ans. En 1936, le gouvernement Duplessis finance la construction du pont Le Caron (pont Pie-IX) qui enjambe la rivière des Prairies. Il remplace le traversier qui a été le seul moyen de franchir la rivière et d’accéder à Saint-Vincent-de-Paul. Les chômeurs de Montréal-Nord critiquent le refus des entrepreneurs du pont, Dufresne Construction et Dominion Bridge, de les engager pour exécuter les travaux. Montréal-Nord s'urbanise, le développement s'effectue principalement le long des boulevards Gouin, Saint-Michel et Pie-IX.
En 1942, Canadien National construit un lien ferroviaire entre Montréal-Nord et le centre-ville de Montréal via un nouveau tronçon avec la ligne Deux-Montagnes. Les deux arrêts de Montréal-Nord sont desservis à partir de 1945. L'arrivée du train entraîne le développement industriel à la limite sud-est de la ville. Avec le développement résidentiel, le tramway Montréal-Nord 40 qui longe le boulevard Perras connaît lui aussi un achalandage accru au cours des années 1940. Montréal-Nord compte 14 041 habitants en 1951. Avec l'automobile, l'urbanisation et le développement s’intensifient à Montréal-Nord au cours des années 1950. La ville devient une banlieue de Montréal. L'arrivée d'immigrants italiens à Montréal-Nord vient quelque peu changer le profil démographique ; la population à Montréal-Nord avait été jusqu'à présent très majoritairement canadienne-française. En 1958, la tutelle de la Commission métropolitaine de Montréal se termine. En mars 1959, la ville de Montréal-Nord, qui compte 35 000 habitants, devient la cité de Montréal-Nord, l'administration municipale récupère ainsi des pouvoirs de réglementation de zonage et de construction. À partir de 1959, la totalité réseau de tramway de Montréal est démantelée.

### L'administration Yves Ryan
Le 4 novembre 1963, le journaliste Yves Ryan, frère cadet de Claude Ryan, devient maire de Montréal-Nord. Il sera réélu sans interruption à 10 reprises, dont 6 fois par acclamation entre 1963 et son départ en 2001. Le maire Ryan est connu pour sa gestion austère de la ville de Montréal-Nord et sa volonté de garder les taxes municipales et l’endettement de la ville à son plus bas. Près du Parti progressiste-conservateur du Canada, le maire Ryan fut critiqué pour son indifférence vis-à-vis la pauvreté, le sort des locataires et des immigrants.
Les travaux de jumelage du Pont Pie-IX débutent à l'été 1965, l'ancienne structure déjà vétuste ne répond pas à l'augmentation de la circulation automobile. Le nouveau pont Pie-IX, qui compte 6 voies sur deux travées parallèles, ouvre à la circulation en janvier 1967.
La fin des années soixante voit le développement rapide du parc industriel de Montréal-Nord qui s'étend sur un terrain 65 hectares le long des voies ferrées. La ville développe ce dernier à partir de 1963. Déjà à la fin 1967, 75 % de la superficie du parc industriel est occupée par 17 entreprises et génère des revenus importants pour la ville. L'entièreté de la superficie du parc est occupée quelques années plus tard.
Le 5 octobre 1970, l'attaché commercial du Royaume-Uni James Richard Cross est enlevé de son domicile centre-ville de Montréal par la cellule Libération du Front de libération du Québec et séquestré à Montréal-Nord au 10 945 de la rue des Récollets. Cet événement de la Crise d'Octobre se soldera 60 jours plus tard par la libération de James Richard Cross le 3 décembre 1970 et par l'exil de la cellule Libération à Cuba.
Dès 1975, Montréal-Nord devient l'une des rares villes du Québec dont le territoire soit occupé en quasi-totalité. C'est le résultat d'un développement immobilier intensif depuis 1950 qui entraîne la hausse du prix des terrains et de la densité des logements. Attirés par la proximité avec Montréal et des taxes plus basses entre 1960 et 1975, près de 17 500 logements sont construits à Montréal-Nord, soit les deux tiers des logements de la ville à l'époque.
Le 31 mai 1980, la cité de Montréal-Nord redevient la ville de Montréal-Nord.
Dans les années 1980, l'exode vers Laval les couronnes de Montréal et l'essoufflement de l'industrie manufacturière dans l'Est de Montréal entraîne une baisse de plus 15 000 habitants à Montréal-Nord. Les industries manufacturières de Montréal-Nord étaient vulnérables à la concurrence des pays émergents.
Cette baisse sera comblée par la relocalisation d'une partie de la population pauvre du centre-ville de Montréal et l'établissement de nombreux réfugiés haïtiens fuyant la dictature de François Duvalier.
Durant la seconde moitié des années 1990, la ratification de l'ALÉNA et la faiblesse du dollar canadien font que l'industrie du vêtement se développe rapidement et devient l'activité économique prédominante à Montréal-Nord. Au cours des années 2000, la hausse du prix du dollar et l'émergence de la Chine comme puissance industrielle entraîne le déclin de cette industrie.

### Fusion avec Montréal, mort de Fredy Villanueva et histoire récente
Montréal-Nord est fusionnée à la ville de Montréal le 1er janvier 2002.
Le secteur industriel de Montréal-Nord connaît un déclin important au cours des années 2000. Entre 2001 et 2011, les deux tiers des emplois manufacturiers et la moitié des emplois dans le commerce de gros disparaissent.
Le samedi 9 août 2008, une intervention d'une unité de la police de Montréal contre des jeunes jouant aux dés à l'argent dans le secteur de l'aréna Henri-Bourassa entraine la mort d'un jeune, Fredy Villanueva, 18 ans. Dans la nuit du 10 au 11 août 2008, une émeute a éclaté dans un quartier de Montréal-Nord. Quelques magasins et automobiles sont détruits. Un ambulancier et trois policiers sont blessés. Les émeutiers s'en prennent également aux pompiers venus éteindre les incendies.
Le 1er décembre 2014, la ligne de train de banlieue Mascouche est mise en service et deux gares sont inaugurées sur le territoire nord-montréalais : les gares Saint-Michel–Montréal-Nord et Saint-Léonard–Montréal-Nord sont complétées un mois auparavant.

## Démographie
Montréal-Nord est le 10e arrondissement le plus peuplé de Montréal avec ses 84 234 habitants en 2016, soit environ 4,9 % de la population de la ville. On y comptait 7 623 habitants/km2 en 2016. L’arrondissement a vu une progression de sa population de 0,4 % entre 2011 et 2016, soit la seconde plus faible croissance de tous les arrondissements de Montréal après Rivière-des-Prairies–Pointe-aux-Trembles (0,3 %).
Montréal-Nord est caractérisé à la fois par une proportion de jeunes de moins de 25 ans (30,4 %) et de personnes âgées de plus de 65 ans (20 %) plus importante que la moyenne de la ville de Montréal. Le nombre important d’aînés s'explique en partie par la présence de nombreuses résidences pour personnes âgées en bordure du boulevard Gouin.

### Évolution démographique
| 1921  | 1931  | 1941  | 1951   | 1956   | 1961   | 1966   | 1971   | 1976   |
| ----- | ----- | ----- | ------ | ------ | ------ | ------ | ------ | ------ |
| 1 360 | 4 519 | 6 152 | 14 041 | 25 407 | 48 433 | 67 806 | 89 139 | 97 250 |

| 1981   | 1986   | 1991   | 1996   | 2001   | 2006   | 2011   | 2016   | 2021   |
| ------ | ------ | ------ | ------ | ------ | ------ | ------ | ------ | ------ |
| 94 914 | 90 303 | 85 515 | 81 585 | 83 600 | 83 911 | 83 868 | 84 234 | 88 471 |

### Immigration
Montréal-Nord est le cinquième arrondissement ayant la plus importante proportion de personnes issues de l'immigration à Montréal (42 %), après Saint-Laurent (54 %), Saint-Léonard (49 %), Côte-des-Neiges–Notre-Dame-de-Grâce (47 %) et Villeray–Saint-Michel–Parc-Extension (42 %). Environ 40 % de ces 34 000 personnes ont immigré après 2001. Une personne sur 5 ayant immigré après 1980 est un réfugié.
Montréal-Nord compte près de 11 400 personnes nées à Haïti, la plus grande concentration au Canada ; une personne immigrante sur trois dans l'arrondissement. Parmi les autres pays de naissances principaux des personnes immigrantes ont compte l'Algérie et l'Italie, environ 3 500 personnes chacune, et le Maroc, environ 3 000 personnes.

### Minorités visibles
Environ un habitant sur deux (48,7 %) de Montréal-Nord se déclare comme faisant partie des minorités visibles, la plus grande proportion des 19 arrondissements de Montréal.
Parmi les groupes de minorités visibles les plus présents à Montréal-Nord on compte les Noirs (21 120 personnes), les Arabes (9 010 personnes) et les Latino-américains (5 800 personnes).

### Religion
Confessions à Montréal-Nord en 2011 :
- Christianisme (76 %)
- Islam (13,7 %)
- Irréligion (8,1 %)
- Bouddhisme (1,8 %)
- Hindouisme (0,2 %)
- Judaïsme (0,1 %)
- Autres religions (0,1 %)

| Confession religieuse | Nombre |
| --------------------- | ------ |
| Christianisme         | 61 660 |
| Islam                 | 11 120 |
| Bouddhisme            | 1 440  |
| Hindouisme            | 135    |
| Judaïsme              | 95     |
| Autres religions      | 50     |
| Irréligion            | 6 580  |

## Politique et administration

### La ville de Montréal et l'arrondissement Montréal-Nord
Montréal-Nord est l'un des 19 arrondissements de la ville de Montréal depuis la réorganisation des municipalités du Québec de 2000-2006. En tout, Montréal-Nord compte cinq élus (sans compter le maire de Montréal) : un maire d'arrondissement, deux conseillers municipaux et deux conseillers d'arrondissement. Les cinq élus siègent au Conseil d'arrondissement de Montréal-Nord qui exerce la plupart des compétences de la ville de Montréal à un niveau local.
L'arrondissement Montréal-Nord est divisé en deux districts électoraux : Marie-Clarac et Ovide-Clermont. Chacun de ces districts est représenté par un conseiller municipal et un conseiller d'arrondissement.

#### Élus municipaux siégeant à l'arrondissement de Montréal-Nord
| Maire d'arrondissement | Christine Black Ensemble Montréal |

| Marie-Clarac | Conseiller municipal        | Abdelhaq Sari Ensemble Montréal     |
| Marie-Clarac | Conseiller d'arrondissement | Jean Marc Poirier Ensemble Montréal |

| Ovide-Clermont | Conseiller municipal        | Chantal Rossi Ensemble Montréal      |
| Ovide-Clermont | Conseiller d'arrondissement | Philippe Thermidor Ensemble Montréal |

#### Historique des maires de Montréal-Nord
- 1915-1917 - Joseph Boyer
- 1917-1925 - Albert Brosseau
- 1925-1929 - Georges-N. Pichet
- 1929-1939 - Aimé Léonard
- 1939-1943 - Archambault Désy
- 1943-1945 - J.-Armand Blouin
- 1945-1945 - Hector Lamare
- 1945-1948 - Archambault Désy
- 1948-1951 - Joseph Dufresne
- 1951-1954 - Archambault Désy
- 1954-1960 - Lucien Brodeur
- 1960-1963 - Roland Filion
- 1963-2002 - Yves Ryan
- 2002-2009 - Marcel Parent
- 2009-2016 - Gilles Deguire
- 2016-2025 - Christine Black

Yves Ryan, frère de Claude Ryan, est maire de Montréal-Nord à partir de 1963 jusqu’à la fusion avec les autres villes de l'île de Montréal en 2002. La marque de commerce de l'administration Ryan fut la frugalité, ce qui a valu à Montréal-Nord un des taux d'endettement les plus bas de la Communauté urbaine de Montréal. Lorsque Montréal-Nord devient un arrondissement de Montréal, la fonction de maire est occupée par Marcel Parent, ancien député libéral à l'Assemblée nationale, et ce, jusqu'en 2009. 
En 2009, Gilles Deguire (Équipe Denis Coderre pour Montréal) devient maire d'arrondissement jusqu'au 7 janvier 2016. À la suite de sa démission suivant des accusations criminelles d'agression sexuelle, des élections partielles sont organisées dans l'arrondissement afin d'y élire un nouveau maire. Le 24 avril 2016, Christine Black d'Équipe Denis Coderre pour Montréal est élue après un intérim assuré par la conseillère de la ville, Chantal Rossi.

## Attraits
On y dénombre plusieurs secteurs commerciaux d'importance dont le boulevard Henri-Bourassa de Salk à Rolland, le boulevard Pie-IX, le boulevard Léger de Lacordaire à Langelier, la rue Charleroi et plusieurs autres aires commerciales de moindre importance. On y dénombre également 2 centres commerciaux d'assez grande envergure (Place Bourassa et Carrefour Forest) et le centre commercial Léger-Langelier.
- Une vingtaine de parcs : Lacordaire, Henri-Bourassa, Saint-Laurent, Carignan, Monty, Ménard, Tardif, Gouin, Charleroi, Aimé-Léonard, Primeau, Oscar, Ottawa, Chabot, Eusèbe-Ménard, Garon-Amos, Langelier-Marie-Victorin, Pilon (qui comporte aussi la seule aire d'exercice canin de Montréal-Nord).

Montréal-Nord peut compter également sur la proximité de l'eau où l'on dénombre plusieurs parcs dont une grande aire de plaisance qui va du parc Aimé-Léonard au pont Pie-IX et une autre allant de Saint-Vital à l'entrée du parc-nature de l'Île-de-la-Visitation.
- Trois arénas : Garon (Montréal-Nord), Henri-Bourassa et Fleury
- Quatre bibliothèques: maison culturelle et communautaire (Rolland), Henri-Bourassa, Charleroi, Belleville
- La Maison culturelle et communautaire